# 十月镇 (戈梅利州)
十月镇（羅馬化：Akciabrski，羅馬化：Oktyabr'skiy）是白俄罗斯东南部戈梅利州十月鎮區内的市级镇及该区的行政中心。2023年人口数量为7,269人。

## 历史
该镇是由原来的三个村庄鲁多别尔卡（俄语：Рудобелка）、卡尔皮洛夫卡（俄语：Карпиловка）和鲁德尼亚（俄语：Рудня）合并而成。
关于该镇的第一次书面记载可以追溯到1507年。
1944年6月2日，该地被苏联红军收复。
1954年8月31日，根据白俄罗斯苏维埃社会主义共和国最高苏维埃主席团的法令，将上述的三个村庄合并升格为市级镇，并更名为“十月镇”。
1962年至1966年间该镇隶属于斯韋特洛戈爾斯克區。